# دانیل اورتگا
خوزه دانیل اورتِگا ساودرا (به اسپانیایی: José Daniel Ortega Saavedra) (زادهٔ ۱۱ نوامبر ۱۹۴۵) سیاستمدار نیکاراگوئه‌ای و رئیس‌جمهور کشور نیکاراگوئه است.
دانیل اورتگا بیشتر عمر خود را رهبر جبهه آزادی‌بخش ملی ساندینیستا بوده‌است.
او آخرین بار در انتخابات ۷ نوامبر ۲۰۲۱ بار دیگر به عنوان رئیس‌جمهور نیکاراگوئه انتخاب شد.

## پیشینه
دانیل اورتگا از جوانی به سیاست علاقه داشت بسیار دربارهٔ انقلاب‌ها و مفاهیم جنبش‌های مردمی آموخته بود.
او در سال ۱۹۶۳ برای پیوستن به یک گروه سیاسی زیرزمینی موسوم به «جبهه ساندینیست آزادی ملی» تحصیل در دانشگاه را رها کرد. این جنبش نام خود را از انقلابی نیکاراگوئه‌ای اوگوستو سزار ساندینو (۱۸۹۳–۱۹۳۴) گرفته بود.
اورتگا در مبارزات خیابانی علیه نیروهای خاندان ساموزا شرکت کرد و ادامه این فعالیت‌ها منجر به دستگیری وی در سال ۱۹۶۷ شد. وی سپس به کوبا تبعید شد و ۷ سال از زندگی خود را در این کشور گذراند.
مبارزات ساندینیست‌ها در سال ۱۹۷۹ در نهایت نتیجه داد و دیکتاتور وقت آناستاسیو ساموزا دبایله سرنگون شد و جبهه ساندینیست آزادی ملی قدرت را در دست گرفت. دانیل اورتگا نیز به عنوان یکی از رهبران برجسته این جنبش در سال ۱۹۸۴ به مقام ریاست جمهوری نیکاراگوئه رسید.
از ویژگی‌های دورهٔ نخست ریاست جمهوری او، یک برنامه بحث‌انگیز تقسیم اراضی و تقسیم دارایی، دشمنی ایالات متحده با دولت وی، و یک شورش مسلحانه از سوی کنتراها به پشتیبانی ایالات متحده بود.